# Doryctes conjectus
Doryctes conjectus är en stekelart som beskrevs av Statz 1938. Doryctes conjectus ingår i släktet Doryctes och familjen bracksteklar. Inga underarter finns listade i Catalogue of Life.